# Fearn
Fearn är en by i Highland i Skottland. Byn är belägen 3 km 
från Balintore. Orten har 506 invånare (2011).